# یواس‌اس کاهتو (وای‌تی‌بی-۲۱۵)
یواس‌اس کاهتو (وای‌تی‌بی-۲۱۵) (به انگلیسی: USS Cahto (YTB-215)) یک کشتی بود که طول آن ۱۱۰ فوت ۰ اینچ (۳۳٫۵۳ متر) بود. این کشتی در سال ۱۹۴۴ ساخته شد.